# Procolax pohlana
Procolax pohlana är en fjärilsart som beskrevs av William Schaus 1933. Procolax pohlana ingår i släktet Procolax och familjen tandspinnare. Inga underarter finns listade i Catalogue of Life.